# SEA-ME-WE 3
亚欧3号国际海底光缆（South-East Asia - Middle East - Western Europe 3，或简称：SEA-ME-WE 3）又稱法新歐亞三號海纜，2000年底建成，是全世界连接区域最长的海底光缆。该海缆由法国电信和中国电信牵头筹建，共有92个电信业投资者参与投资建设，2000年3月委任新加坡电信管理。
海缆全长39,000（24,000英里），使用波分复用技术和基于同步光网络，使其能在长距离传输中保持高质量的信号质量和增加通信流量。
此海缆曾多次升级，光缆有两对光纤，截至2007年5月，每对能负载48个波段，每波段提供每秒10Gbit的通信流量。

## 光缆登陆点

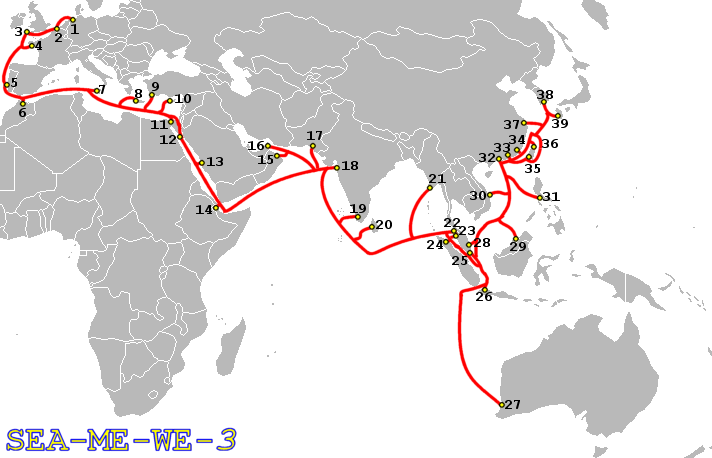
SEA-ME-WE 3线路及登陆点地图

全光缆网络有39个登陆点，连接了四个大洲。

| - 沙特阿拉伯吉达（13） - 阿曼马斯喀特（15） - 阿拉伯联合酋长国富吉拉（16） - 巴基斯坦卡拉奇（17） - 印度 - 孟买（18） - 柯枝（19） - 斯里兰卡代希瓦勒-芒特拉维尼（20） - 缅甸皮亞朋（21） - 泰国沙敦（22） - 马来西亚 - 槟城（23） - 丰盛港（28） - 印度尼西亚 - 棉兰（24） - 雅加达（26） - 新加坡大士（25） - 文莱东古（29） - 越南岘港市（30） - 菲律宾八打雁省（31） - 澳门路環黑沙海灘（32） - 香港深水湾（33） - 中国大陆 - 汕头（34） - 上海（37） - 台湾 - 枋山鄉（35） - 头城镇（36） - 南韩巨济市（38） - 日本冲绳县八重瀨町（39） | - 埃及 - 亚历山大港（11） - 苏伊士（12） - 吉布提共和国吉布提（14） | - 德国诺尔登（1） - 比利时奥斯滕德（2） - 英国贡希利（3） - 法国庞马尔（4） - 葡萄牙塞新布拉（5） - 摩洛哥得土安（6） - 意大利馬扎拉-德爾瓦洛（7） - 希腊哈尼亚（8） - 土耳其马尔马里斯港（9） - 賽普勒斯Geroskipou（10） | - 澳大利亚珀斯（27） |  |

## 光缆中断
- 2005年7月，巴基斯坦登陆点卡拉奇以南35千米外的一段光缆发生故障，导致巴基斯坦与国际互联网连接的主要互联通道中断，一千万用户受到影响。[4][5][6]
- 2006年12月26日，怀疑由于2006年恆春地震影响，包括此光缆的多条光缆中断，远东地区的互联网服务受到严重破坏。据报道，该光缆花费三周时间去进行修复。[7]
- 2008年1月30日，一艘船只在埃及亚历山大港撞断了作为冗余线路的新光缆SEA-ME-WE 4，导致从中东和南亚至欧洲和美国的互联网服务严重迟滞，而埃及连接互联网服务的速度损失了70%，但作为印度最大的互联网供应商印度国营电信公司则表示只对印度10%~15%的用户的互联网服务造成影响。[8]
- 2008年12月19日，服务中断的同时影响到亚欧海底光缆4、环球海底光缆和GO-1。[9][10]
- 2010年12月12日，由于亚历山大港至塞新布拉之间的光缆有中断而服务中断，最终确认断点于亚历山大港登陆点31千米外。
- 2013年1月10日，在新加坡大士登陆点1126千米外的345号、346号中继器之间中断。[11]光缆修理船“东盟探索者（「ASEAN Explorer」）”被派到所在位置并请求印度尼西亚签出许可允许修理。于2013年3月3日报道到，修理船营运商表示修理许可仍未发出，预计2013年4月9日会修理好，但不能给出明确时间确定能恢复。[12]
- 2014年11月30日，雅加达至帕斯段发生故障，「东盟探索者」再次被派往所在地区维修，于2014年12月24日确定断点位置，经过一周的修理，于2015月1月1日恢复。[13]
- 2015年1月8日，雅加达至帕斯段发生故障，故障仍在调查中。[14]
- 2017年8月31日，珀斯至新加坡段发生断裂故障，澳大利亚网络运营商Vocus称预计修复时间为2017年10月13日之前。[15]

## 通信监控
在2013年8月，一家德国主流报纸刊登一个由西方及亚洲组成的情报同盟已经成功截取光缆用以情报获取。南德意志报，德国最大发行量的报纸，根据斯诺登所提供的信息，写到英国政府通信总部在美国国家安全局的技术支持下一直努力于光缆的情报截取，相当于英国情报部门得到美国情报部门的支持。
后来澳大利亚随后披露，澳大利亚国防情报局也有参与该计划，而且同样将获得大量的截取情报信息分享给美英的同行，世纪报披露澳大利亚情报部门为新加坡国防部的安全和情报部门提供截取光缆信息的便利。

## 前身
此海缆的前身是亚欧二号海缆（South-East Asia - Middle East - Western Europe 2，简称：Sea-Me-We 2），其在1994年10月18日时仍是当时最长的光缆网络，长18751千米，由两对单模光纤构成，每对能提供每秒560Gbit的通信流量，共计每秒1.1Tbit通信容量。
登陆国家
- 缅甸
- 新加坡
- 印度尼西亚
- 巴基斯坦
- 斯里兰卡
- 印度
- 沙特阿拉伯
- 吉布提
- 埃及
- 突尼西亚
- 阿尔及利亚
- 土耳其
- 赛普勒斯
- 意大利
- 法国